# Центр социальных демократов
Центр социальных демократов (фр. Centre des démocrates sociaux, CDS; также название переводится как Демократический и социальный центр) — центристская христианско-демократическая политическая партия во Франции, которая существовала с 1976 по 1995 год. Партия основывалась как прямо, так и косвенно на традициях Народно-республиканского движения (MRP; 1944—1967) и была одной из партий-соучредителей Европейской народной партии (EPP). Влилась в Демократическую силу (FD).

## История
Центр социальных демократов был основан 23 мая 1976 года путём слияния двух христианско-демократических партий, центристского Демократического центра (CD) и правоцентристского Центра демократии и прогресса (CDP), к которым присоединились члены Народно-республиканского движения (MRP), Национального центра независимых и крестьян (CNIP) и Демократического и социалистического союза сопротивления (UDSR).
1 февраля 1978 года CDS стал одним из основателей альянса Союз за французскую демократию (СФД) наряду с Республиканской партией Валери Жискар д'Эстена и Радикальной партией Жан-Жака Серван-Шрайбера. Это был центристский и христианско-демократический компонент СФД. Лидер CDS Жан Леканюэ был первым президентом СФД. Партия поддерживала кандидатов от СФД на президентских выборах: действующего президента Валери Жискар д’Эстена в 1981 году и бывшего премьер-министра Раймона Барра в 1988 году.
Социальные демократы, в отличие от союзников по СФД, были менее воодушевлены альянсом с голлистами из Объединения в поддержку Республики Жака Ширака и после переизбарния социалиста Франсуа Миттерана президентом на выборах 1988 года их лидер Пьер Меэньери даже вёл переговоры с социалистическим премьер-министром Мишелем Рокаром о формировании правительственной коалиции с Социалистической партией, которые закончились ничем. В 1993 году голлистский премьер-министр Эдуар Балладюр предоставил политикам CDS ряд постов в своём кабинете. Взамен, а также из-за неспособности СФД выдвинуть кандидата на президентских выборах 1995 года, большая часть социальных демократов поддержали кандидатуру Балладюра, который проиграл уже в первом туре. В период президентства Жака Ширака представительство CDS в кабинете министров сократилось.
25 ноября 1995 года CDS объединилась с социал-демократами, образовав новую партию — Демократическая сила под руководством Франсуа Байру, — которая стала основой Нового Союза за французскую демократию (Nouvelle UDF) в сентябре 1998 года.

## Президенты
- 1976—1982 — Жан Леканюэ
- 1982—1994 — Пьер Меэньери
- 1994—1995 — Франсуа Байру